# Добро Поље (Бољевац)
Добро Поље је насеље у Србији у општини Бољевац у Зајечарском округу. Према попису из 2022. било је 199 становника (према попису из 1991. било је 590 становника).

## Географија
Добро Поље се налази на 495 метара, на ушћу Добропољанске реке у Арнауту. На западу се граничи са атаром села Добрујевац, на југу Влашко Поље и Рујиште и на истоку атаром села Бачевица и Ласово. Рељеф је брдско-планински са највишом надморском висином која достиже 760 метара (Баба Станин врх).
Добро Поље је дванаесто највеће насеље у општини Бољевац са 415 становника. На западу се налази, највиши врх атара, Баба Станин врх (760 метара) на коме извире Добропољанска река. На југу се налази планина Јавор на којој извире Арнаута, осим Јавора ту постоје и планине Грамада (770 m) и Влашки Дел.
Кроз Добро Поље пролази регионални пут који повезује Бољевац и Књажевац. Осим овог пута постоји још и локални пут који повезује Бачевицу са регионалним путем Бољевац-Књажевац.

## Образовање
У селу постоји издвојено одељење основне школе „9. српска бригада“ у Бољевцу које је почело са радом од 1909. године. Данас ова школа има само око десетак ученика.

## Демографија
У насељу Добро Поље живи 365 пунолетних становника, а просечна старост становништва износи 51,3 година (48,5 код мушкараца и 53,9 код жена). У насељу има 147 домаћинстава, а просечан број чланова по домаћинству је 2,82.
Становништво у овом насељу веома је нехомогено, а у последња три пописа, примећен је пад у броју становника.
Према попису из 2002. године Добро Поље има 415 становника, од тога 49% су чинили Срби, 36% Власи, а 1% Југословени.
|  |

| Демографија | Демографија | Демографија |
| Година      | Становника  | Становника  |
| ----------- | ----------- | ----------- |
| 1948.       | 1.065       |             |
| 1953.       | 1.064       |             |
| 1961.       | 998         |             |
| 1971.       | 917         |             |
| 1981.       | 756         |             |
| 1991.       | 590         | 561         |
| 2002.       | 415         | 464         |

| Етнички састав према попису из 2002.‍ | Етнички састав према попису из 2002.‍ | Етнички састав према попису из 2002.‍ | Етнички састав према попису из 2002.‍ | Етнички састав према попису из 2002.‍ |
| ------------------------------------ | ------------------------------------ | ------------------------------------ | ------------------------------------ | ------------------------------------ |
|                                      |                                      |                                      |                                      |                                      |
| Срби                                 | Срби                                 |                                      | 204                                  | 49,15%                               |
| Власи                                | Власи                                |                                      | 150                                  | 36,14%                               |
| Југословени                          | Југословени                          |                                      | 5                                    | 1,20%                                |
| Роми                                 | Роми                                 |                                      | 1                                    | 0,24%                                |
| непознато                            | непознато                            |                                      | 2                                    | 0,48%                                |

| Година пописа     | 1948. | 1953. | 1961. | 1971. | 1981. | 1991. | 2002. |
| ----------------- | ----- | ----- | ----- | ----- | ----- | ----- | ----- |
| Број домаћинстава | 253   | 259   | 250   | 257   | 218   | 175   | 147   |

| Број чланова      | 1  | 2  | 3  | 4  | 5  | 6 | 7 | 8 | 9 | 10 и више | Просек |
| ----------------- | -- | -- | -- | -- | -- | - | - | - | - | --------- | ------ |
| Број домаћинстава | 32 | 49 | 26 | 16 | 10 | 9 | 2 | 2 | 1 | 0         | 2,82   |

| Пол    | Укупно | Неожењен/Неудата | Ожењен/Удата | Удовац/Удовица | Разведен/Разведена | Непознато |
| ------ | ------ | ---------------- | ------------ | -------------- | ------------------ | --------- |
| Мушки  | 179    | 31               | 123          | 18             | 7                  | 0         |
| Женски | 198    | 8                | 122          | 58             | 10                 | 0         |
| УКУПНО | 377    | 39               | 245          | 76             | 17                 | 0         |

| Пол    | Укупно                    | Пољопривреда, лов и шумарство | Рибарство                            | Вађење руде и камена | Прерађивачка индустрија       |
| ------ | ------------------------- | ----------------------------- | ------------------------------------ | -------------------- | ----------------------------- |
| Мушки  | 98                        | 75                            | 0                                    | 3                    | 10                            |
| Женски | 85                        | 78                            | 0                                    | 0                    | 1                             |
| УКУПНО | 183                       | 153                           | 0                                    | 3                    | 11                            |
| Пол    | Производња и снабдевање   | Грађевинарство                | Трговина                             | Хотели и ресторани   | Саобраћај, складиштење и везе |
| Мушки  | 0                         | 0                             | 3                                    | 0                    | 4                             |
| Женски | 0                         | 0                             | 1                                    | 0                    | 0                             |
| УКУПНО | 0                         | 0                             | 4                                    | 0                    | 4                             |
| Пол    | Финансијско посредовање   | Некретнине                    | Државна управа и одбрана             | Образовање           | Здравствени и социјални рад   |
| Мушки  | 0                         | 0                             | 1                                    | 0                    | 1                             |
| Женски | 0                         | 0                             | 1                                    | 2                    | 0                             |
| УКУПНО | 0                         | 0                             | 2                                    | 2                    | 1                             |
| Пол    | Остале услужне активности | Приватна домаћинства          | Екстериторијалне организације и тела | Непознато            | Непознато                     |
| Мушки  | 0                         | 0                             | 0                                    | 1                    | 1                             |
| Женски | 1                         | 0                             | 0                                    | 1                    | 1                             |
| УКУПНО | 1                         | 0                             | 0                                    | 2                    | 2                             |